# Turó de les Olles
El Turó de les Olles  és una muntanya de 1.131 metres que es troba al municipi d'Odèn, a la comarca catalana del Solsonès.